# Oscar Félix Villena
Oscar Félix Villena (* 12. August 1917 in Salta; † 8. Oktober 2004) war Weihbischof in Rosario.

## Leben
Oscar Félix Villena empfing am 30. November 1941 die Priesterweihe. Papst Johannes XXIII. ernannte ihn am 26. Juli 1962 zum Weihbischof in Buenos Aires und Titularbischof von Musti. Die Bischofsweihe spendete ihm der Erzbischof von Buenos Aires, Militärvikar von Argentinien und Ordinarius für die byzantinischen Gläubigen in Argentinien, Antonio Kardinal Caggiano, am 16. September desselben Jahres; Mitkonsekratoren waren Antonio Rocca, Weihbischof in Buenos Aires, und Manuel Menéndez, Bischof von San Martín.
Villena nahm an der dritten Sitzungsperiode des Zweiten Vatikanischen Konzils teil. Papst Paul VI. ernannte ihn am 11. Februar 1970 zum Bischof von San Rafael. Er wurde am 5. April desselben Jahres ins Amt eingeführt. Von seinem Amt trat er am 11. April 1972 zurück. Johannes Paul II. ernannte ihn am 30. April 1982 zum Weihbischof in Rosario. Zudem war er Generalvikar des Erzbistums Rosario. Am 7. April 1994 nahm der Papst seinen altersbedingten Rücktritt an.